# Guido Dold
Pour les articles homonymes, voir Dold.
Guido Dold, né le 22 mars 1963 à Furtwangen, mort le 12 mai 2007 ibidem, est un coureur de fond allemand spécialisé en course en montagne. Il a remporté deux médailles de bronze au Trophée mondial de course en montagne et est triple champion d'Allemagne de course en montagne.

## Biographie
Enfant, Guido fait ses débuts en sport en gymnastique. Il se tourne ensuite vers l'athlétisme et le ski de fond, discipline dans laquelle il s'illustre. En 1985, il termine quatrième du 50 km lors des championnats d'Allemagne de ski nordique et s'illustre également en ski-alpinisme en remportant le Trophée du Muveran en catégorie légère avec Robert Rees et Christoph Geißler. Il n'est cependant pas sélectionné pour les championnats du monde de ski nordique et délaisse ses ambitions de fondeur pour se concentrer sur la course à pied.
Le 23 août 1987, il effectue une solide course lors du Trophée mondial de course en montagne à Lenzerheide et décroche la médaille de bronze. Il remporte également la médaille d'argent par équipes avec Charly Doll et Georg Preuß. Le 26 septembre, lors du Rhein-Ruhr-Marathon, il termine deuxième et meilleur Allemand derrière le Français Régis Ancel et remporte ainsi le titre de champion d'Allemagne de l'Ouest de marathon.
le 20 juin 1992, il remporte son premier titre de champion d'Allemagne de course en montagne à Fribourg-en-Brisgau, titre qu'il décroche à nouveau en 1993 puis en 1996.
Lors du Trophée mondial de course en montagne 1998 à Entre-Deux, il prend un départ moyen mais effectue une remontée fulgurante pour terminer sur la troisième marche du podium.
En 2003, il est victime d'un accident de vélo lors d'une collision avec un camion. Grièvement blessé et touché à la tête, il devient paraplégique et perd l'usage de la parole. Il meurt le 12 mai 2007 dans sa ville natale des suites d'une pneumonie.

## Palmarès

### Route
| Année | Compétition                                     | Lieu        | Place | Épreuve       | Temps           |
| ----- | ----------------------------------------------- | ----------- | ----- | ------------- | --------------- |
| 1984  | Marathon de la Forêt-Noire                      | Bräunlingen | 1er   | Marathon      | 2 h 24 min 41 s |
| 1987  | Championnats d'Allemagne de l'Ouest de marathon | Duisbourg   | 1er   | Marathon      | 2 h 17 min 52 s |
| 1989  | Paderborner Osterlauf                           | Paderborn   | 3e    | 10 kilomètres | 29 min 54 s     |
| 1993  | Marathon de Hanovre                             | Hanovre     | 7e    | Marathon      | 2 h 18 min 8 s  |

### Course en montagne
| no  | masculin           | Course                                                | Longueur | Départ            | Temps           |
| --- | ------------------ | ----------------------------------------------------- | -------- | ----------------- | --------------- |
| 3e  | Médaille de bronze | Trophée mondial de course en montagne - Parcours long | 14,7 km  | 23 août 1987      | 1 h 12 min 56 s |
| 2e  | Médaille d'argent  | Course de montagne du Kitzbüheler Horn                | 12,9 km  | 30 août 1987      | 59 min 7 s      |
| 1re | Médaille d'or      | Championnats d'Allemagne de course en montagne        | 10,5 km  | 20 juin 1992      | 47 min 11 s     |
| 5e  | 5e                 | Trophée mondial de course en montagne - Parcours long | 14,67 km | 30 août 1992      | 1 h 12 min 12 s |
| 2e  | Médaille d'argent  | Course de montagne du Kitzbüheler Horn                | 12,9 km  | 22 août 1993      | 59 min 43 s     |
| 1re | Médaille d'or      | Championnats d'Allemagne de course en montagne        | 8,4 km   | 3 octobre 1993    | 46 min 40 s     |
| 3e  | Médaille d'or      | Championnats d'Allemagne de course en montagne        | 8,9 km   | 29 septembre 1996 | 43 min 57 s     |
| 3e  | Médaille de bronze | Trophée mondial de course en montagne                 | 15,16 km | 20 septembre 1998 | 1 h 28 min 26 s |

## Records
| Épreuve       | Performance     | Date          | Lieu       |
| ------------- | --------------- | ------------- | ---------- |
| 10 000 mètres | 29 min 34 s 57  | 10 août 1990  | Düsseldorf |
| 10 kilomètres | 29 min 54 s     | 25 mars 1989  | Paderborn  |
| Semi-marathon | 1 h 5 min 27 s  | 10 avril 1994 | Melle      |
| 25 kilomètres | 1 h 19 min 28 s | 10 mars 1991  | Offenbach  |
| Marathon      | 2 h 14 min 54 s | 22 avril 1990 | Londres    |